# 口取り菓子
口取り菓子（くちとりがし、くちとりかし）は、本膳料理に添えられる菓子。通称「口取り」。
- 口取り肴については、御節料理（口取り）を参照。
- 本来の口取り菓子については本膳料理（硯蓋）・和菓子を参照。

- ここでは、北海道での口取りについて記述する。

## 概要
御節料理に模した北海道・青森県などに伝わる郷土菓子。年末に製造され正月に食される。そのほか東北地方北部の各地にも分布する。

## 各地の口取り
北海道および青森県では、正月に食される御節料理（口取り肴）に模した菓子として、海老・鯛・宝船・松竹梅など縁起物に模して作り、専用の重箱（折箱）に入れられ正月に食する。現在は、北海道・青森県の大手製パン業者・和菓子店・一般菓子店でも製造・販売され、種類は多種多様である。クリスマス終了とともに店頭に並ぶ。青森県、秋田県北部では正月以降もごく少数ではあるが販売されている場合がある。

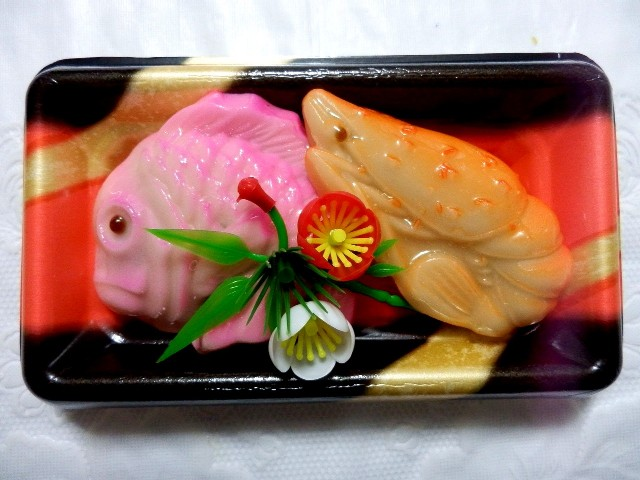
北海道の口取り菓子

- 青森県内では雲平と呼ばれる場合がある。かつて昭和末期ごろまでは海老・鯛とともに渦巻き模様の雲平餅がセットになっていたが、平成以降世帯人数の減少に伴いセット内容が次第に縮小し、下記の餡でできた海老・鯛の２点のみになっても「雲平」の呼称が名残として用いられている。また一方で、海老・鯛が雲平餅（米粉と砂糖を水でこねたもの）で作られたものも一部にある。こちらは正月以外の吉事に用いられた。これも着色し寒天を塗っているため見掛けでは区別が困難であり、「雲平」として販売されている場合は原材料表記を確認するより術はない。

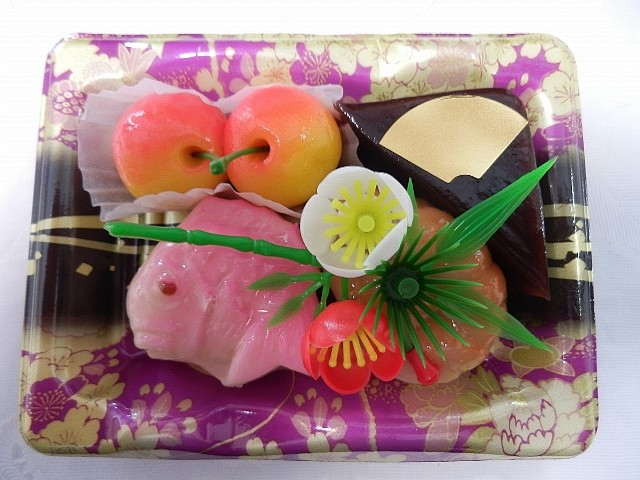
口取り菓子（北海道）

### 製品概要
- 白餡を用いた練り切り、その他羊羹・和菓子など。型に入れ成型し、内部に黒こし餡を用いたもの（青森県内では主流）や、表面に寒天を塗り餡の乾燥を防いでいるものがある。通常は海老と鯛が対となって（鶴と亀の場合もあり）パッケージされ、価格に応じて羊羹や他の品物が増えるが、海老と鯛が別々に販売されている場合もある。